# Belinda Trussell
Belinda Kim Trussell (27 de agosto de 1971) es una jinete canadiense que compitió en la modalidad de doma. Ganó una medalla de plata en los Juegos Panamericanos de 2015, en la prueba por equipos.

## Palmarés internacional
| Juegos Panamericanos | Juegos Panamericanos | Juegos Panamericanos | Juegos Panamericanos |
| Año                  | Lugar                | Medalla              | Categoría            |
| -------------------- | -------------------- | -------------------- | -------------------- |
| 2015                 | Toronto (Canadá)     | Medalla de plata     | Por equipos          |